# Alexander Backhaus
Alexander Backhaus (* 28. Juli 1865 in Freiensteinau; † 15. Juni 1927 in Rostock) war ein deutscher Agrarwissenschaftler, nationalliberaler Agrarreformer und Hochschullehrer.

## Biografie
Im Jahr 1884 begann Backhaus ein landwirtschaftliches Studium in Halle, Leipzig und Göttingen, das er 1887 in Halle mit der Promotion  beim Nationalökonomen Johannes Conrad abschloss. Nach einer Assistenzzeit in Halle bewirtschaftete er das hessische Gut Rudlos und errichtete dort eine Landwirtschaftsschule. Ab 1891 hatte er eine Professur in Göttingen. Ab 1896/97 vertrat er den Landwirtschaftslehrstuhl von Wilhelm Fleischmann an der Albertus-Universität Königsberg und wurde 1900 Direktor des Landwirtschaftlichen Instituts, für das er das Versuchsgut Quednau erwarb. Seit 1898 stand er im Konflikt mit der Landwirtschaftskammer in Ostpreußen, weil er den dortigen Getreideanbau als reformbedürftig einschätzte. 1903 erhielt er einen disziplinarrechtlichen Verweis und schied 1904 aus der Lehre auf eigenen Wunsch aus. Von 1904 bis 1906 leitete er die städtischen Rieselfelder in Berlin. Von 1906 bis 1911 lehrte er in Montevideo Landwirtschaft an der von ihm gegründeten Landwirtschaftlichen Hochschule und wurde Beauftragter des Staates Uruguay für den Aufbau landwirtschaftlicher Versuchsstationen. In Königsberg wurde er 1912 erst amtsenthoben, dann nach einer Untersuchung rehabilitiert. Er erhielt ein Extraordinariat an der Albertina. Von 1915 bis 1918 wirkte er für das Preußische Kriegsministerium (Fettbeschaffung, Gewinnung eiweißreicher Lebensmittel). Auf eigenen Wunsch schied er Ende 1918 aus dem Dienst aus und wurde 1919 Leiter des Lehrgutes Vorder Bollhagen bei Bad Doberan.
Backhaus erfand und vertrieb seit 1898 eine künstliche Muttermilch, die Backhausmilch.
Backhaus kandidierte zur Reichstagswahl 1893 für die Nationalliberalen, ab 1918 war er Mitglied der DVP, wo er sich agrarpolitisch engagierte.
Backhaus hatte seinen Wehrdienst in Darmstadt geleistet. Als Reserveoffizier wurde gegen ihn ein Ehrengerichtsverfahren 1905 eingeleitet, das zu seiner Entlassung als einfacher Soldat führte. 1911 wurde er rehabilitiert. Nach freiwilliger Meldung trat er 1915/16 in das Kriegsministerium ein, schied 1916 aus dem Militärverhältnis aus, blieb aber Leiter der Getreideentkeimung in der Kriegsernährungswirtschaft.

## Schriften
- Entwicklung der Landwirtschaft auf den Gräflich-Stolberg-Wernigerödischen Domänen : Beitrag zur Geschichte der Landwirtschaft auf Grund archivalischen Materials. Diss. Halle 1887, 1888  Jena ; Fischer, 323 S. Veröffentlicht in der Reihe: Sammlung nationalökonomischer und statistischer Abhandlungen des staatswissenschaftlichen Seminars zu Halle a.d.S. 5,6.
- Agrarstatistische Untersuchungen über den preußischen Osten im Vergleich zum Westen, Parey, Berlin 1898
- Welche Aussichten bieten sich den Deutschen in Südamerika?, Süsserot, Berlin 1911
- Der Krieg eine Notwendigkeit für Deutschlands Weltstellung, Berlin 1914
- Die Ernährung der Kriegsgefangenen im Deutschen Reiche; gegen 250 Wirklichkeitsaufnahmen aus deutschen Gefangenenlagern; in deutscher, französischer, englischer, spanischer und russischer Sprache, Berlin 1915
- Aufgaben der Landwirtschaft und ihre Vertretung durch die Deutsche Volkspartei: Vortrag geh. im polit. Ausbildungskursus d. Deutschen Volkspartei, Berlin 1919
- Agrarreform: ein Mittel zur Linderung deutscher Not, Berlin 1919